# Buthacus armasi
Espèce
Buthacus armasi est une espèce de scorpions de la famille des Buthidae.

## Distribution
Cette espèce est endémique du Tassili n'Ajjer en Algérie.

## Description
Le mâle holotype mesure 58,9 mm et la femelle paratype 45,5 mm.

## Systématique et taxinomie
Cette espèce a été décrite par Lourenço en 2013. Elle est placée en synonymie avec Buthacus leptochelys par Kovařík en 2018. Elle est relevée de synonymie par Cain, Gefen et Prendini en 2021.

## Étymologie
Cette espèce est nommée en l'honneur de Luis F. de Armas.

## Publication originale
- Lourenço, 2013 : « The Buthacus Birula, 1908 populations from Tassili n’Ajjer, Algeria (Scorpiones, Buthidae) and description of a new species. » Entomologische Mitteilungen aus dem Zoologischen Museum Hamburg, vol. 16, no 190, p. 89-99 (texte intégral).